# 슈라우드 (게이머)

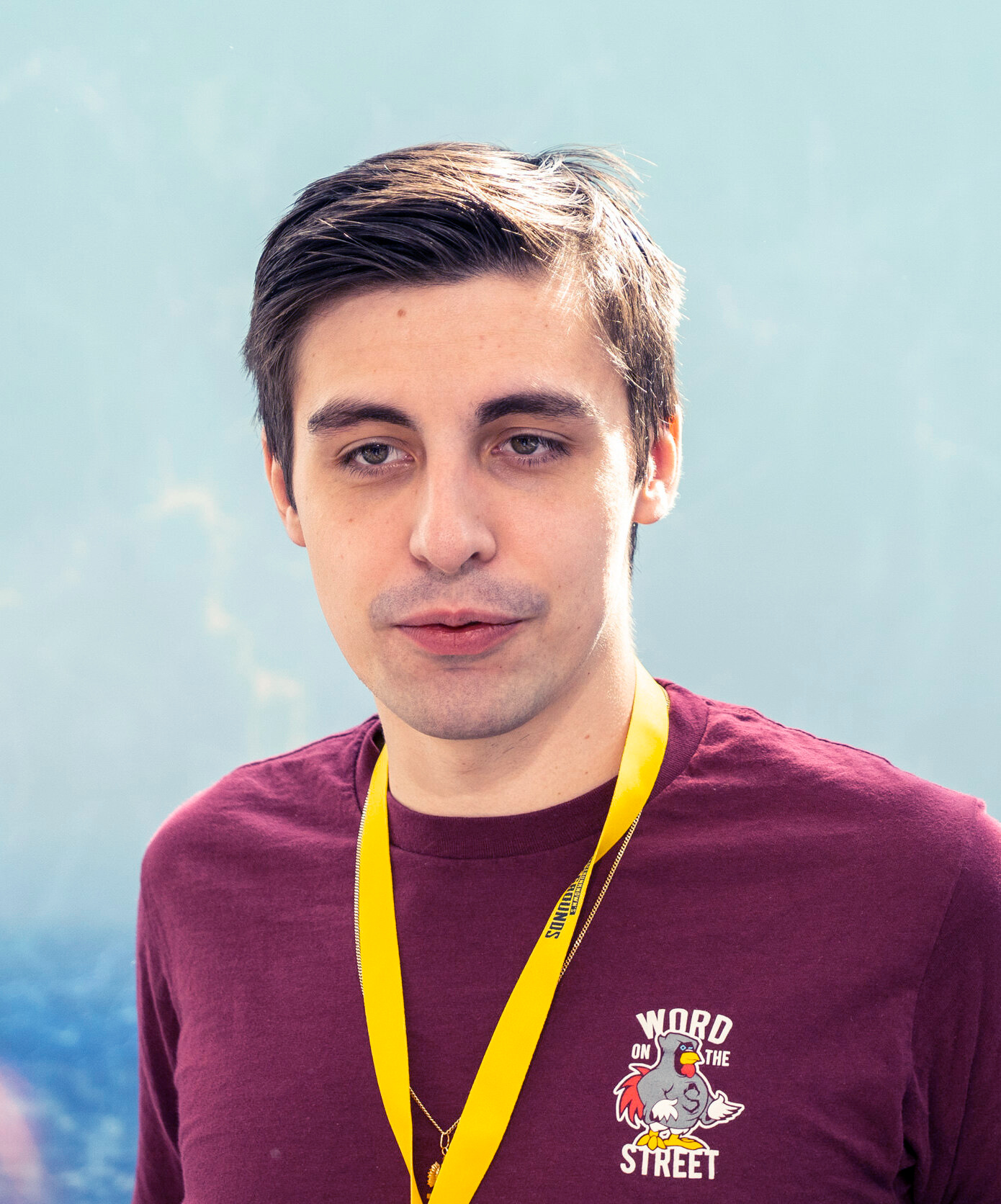

마이클 그리직(Michael Grzesiek, 1994년 6월 2일, 온라인 활동명: 슈라우드/shroud, 이전 활동명: mEclipse)은 캐나다의 스트리머, 유튜버, 전 프로페셔널 카운터스트라이크: 글로벌 오펜시스 플레이어이다. 카운터스트라이크: 글로벌 오펜시브, 배틀그라운드, 에이펙스 레전드, 이스케이프 프롬 타르코프, 발로란트 등 1인칭 슈팅, 배틀로얄 게임을 플레이하는 것으로 유명하다. 그리직은 최고의 조준자(aimer) 가운데 한 명으로 인식되곤 한다.
2020년 11월 기준으로 그의 트위치 채널의 팔로어 수는 8,400,000명이며 플랫폼에서 3번째로 많이 팔로잉하는 채널로 등재되었으며, 유튜브 채널의 경우 6,600,000명 이상의 구독자가 있다.